# Kalianyar (Krangkeng)
Kalianyar is een bestuurslaag in het regentschap Indramayu van de provincie West-Java, Indonesië. Kalianyar telt 5969 inwoners (volkstelling 2010).